# Pablo Esquert

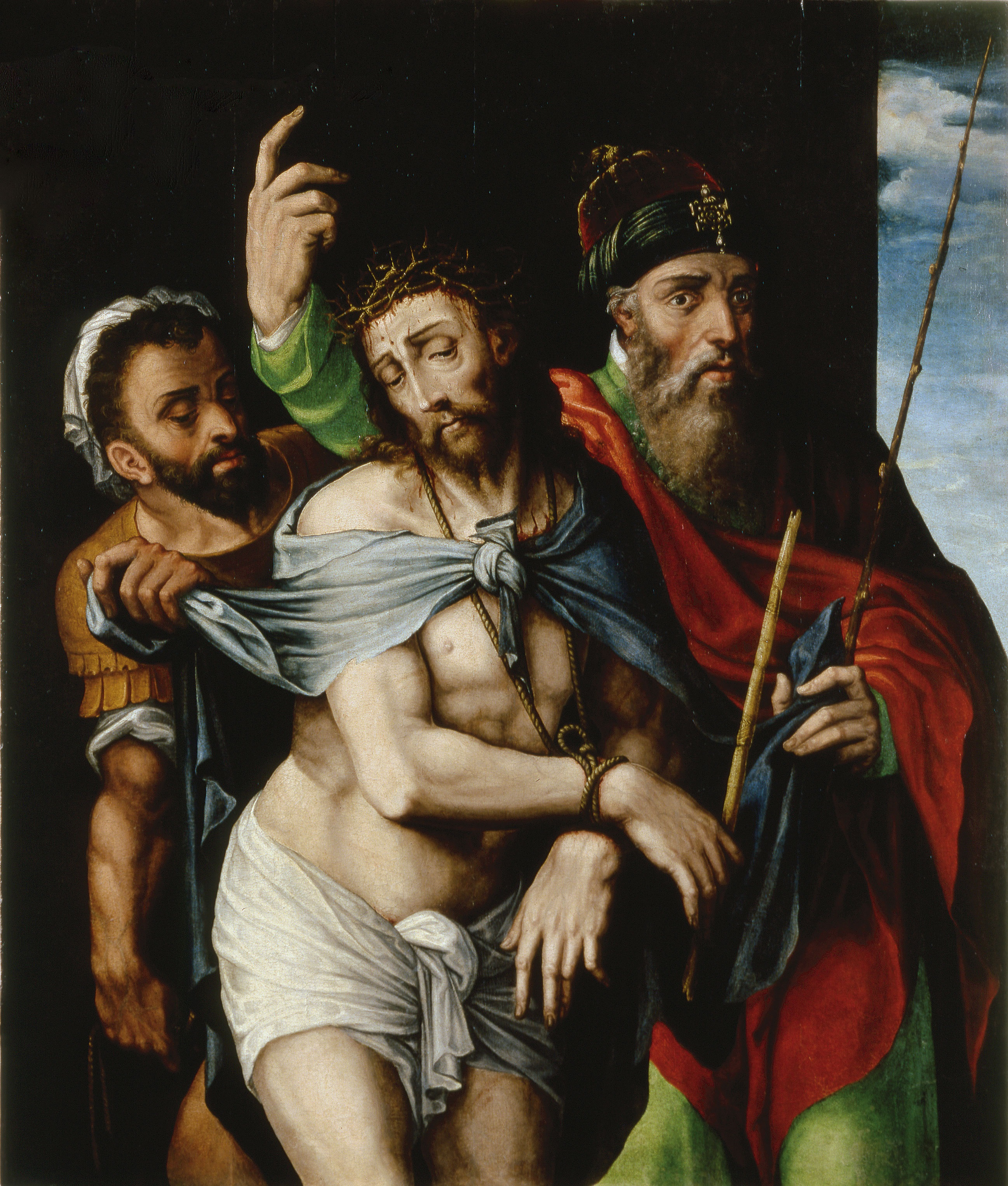
Ecce Homo, óleo sobre tabla, 118 x 100,5 cm, Bilbao, Museo de Bellas Artes.

Pablo Esquert, llamado también Pablo Schepers, Scheppers, Eschepers, Paul Esquarte, Pablo o Paulo de Ezchepers y Micer Pablo (floruit, 1559 - 1575) fue un pintor flamenco llamado a Zaragoza por Martín de Gurrea y Aragón, duque de Villahermosa.

## Biografía
Al regresar en 1559 de su viaje por Europa, a donde había viajado en el séquito de Felipe II, el duque de Villahermosa se hizo acompañar para trabajar en su palacio de Pedrola de dos pintores flamencos, Pablo Esquert, especializado en pintura historiada, y Roland de Mois, retratista, emulando así al propio rey que llevaba con él a Antonio Moro. Según Jusepe Martínez, Esquert se había formado en Venecia, donde Tiziano le permitió copiar algunas de sus obras en pequeños cuadritos y en particular las célebres poesías pintadas para Felipe II, que, habiéndolas visto el duque, se las hizo copiar en grande con otras de su inventiva, aunque no alcanzase con ellas al maestro por no haberse desprendido completamente de la manera «delgada» flamenca.
Contaba también Martínez que por aquellos años llegó a Zaragoza un pulido Ecce-Homo de Luis de Morales, con el que el crédito de Micer Pablo decayó entre los ignorantes, pero que él, saliendo en defensa de su estima, pintó algunas cabezas y manos  al modo de Morales sin darles mayor importancia para volver de inmediato a su anterior estilo.
Nada se ha localizado de las mitologías o de cualquier otro asunto que pintase para el duque de Villahermosa, pero la anécdota del Ecce Homo de Morales ha llevado a poner en relación con Esquert algunas composiciones con ese motivo originadas en la tipología creada por el extremeño, la más significativa de las cuales puede ser la conservada en el Museo de Bellas Artes de Bilbao, próxima a otra versión conservada en la Basílica del Pilar.
Fuera de las noticias proporcionadas por Jusepe Martínez, consta documentalmente que en 1571 «Paulo Ezchepers» y Roland de Mois, «habitantes en Zaragoza», contrataron con los monjes del monasterio cisterciense de la Oliva en Navarra la realización de su retablo mayor que, a la muerte de Esquert en 1578 o poco antes, aún no había sido terminado y no lo estaría hasta 1587. El retablo, dedicado a la Asunción de la Virgen y conservado actualmente en la parroquial de San Pedro de Tafalla, plantea el problema de la colaboración entre los dos pintores, pues no es fácil delimitar lo que a cada uno corresponde, problema extensible a otras obras tradicionalmente atribuidas a Mois, como la Epifanía del Museo de Zaragoza. Sin embargo, las afirmaciones de Jusepe Martínez, hacen pensar que Esquert tuviese en el retablo de la Oliva una participación mayor que la de Mois, quien en este terreno de las pinturas historiadas habría trabajado sobre bosquejos de su compañero.

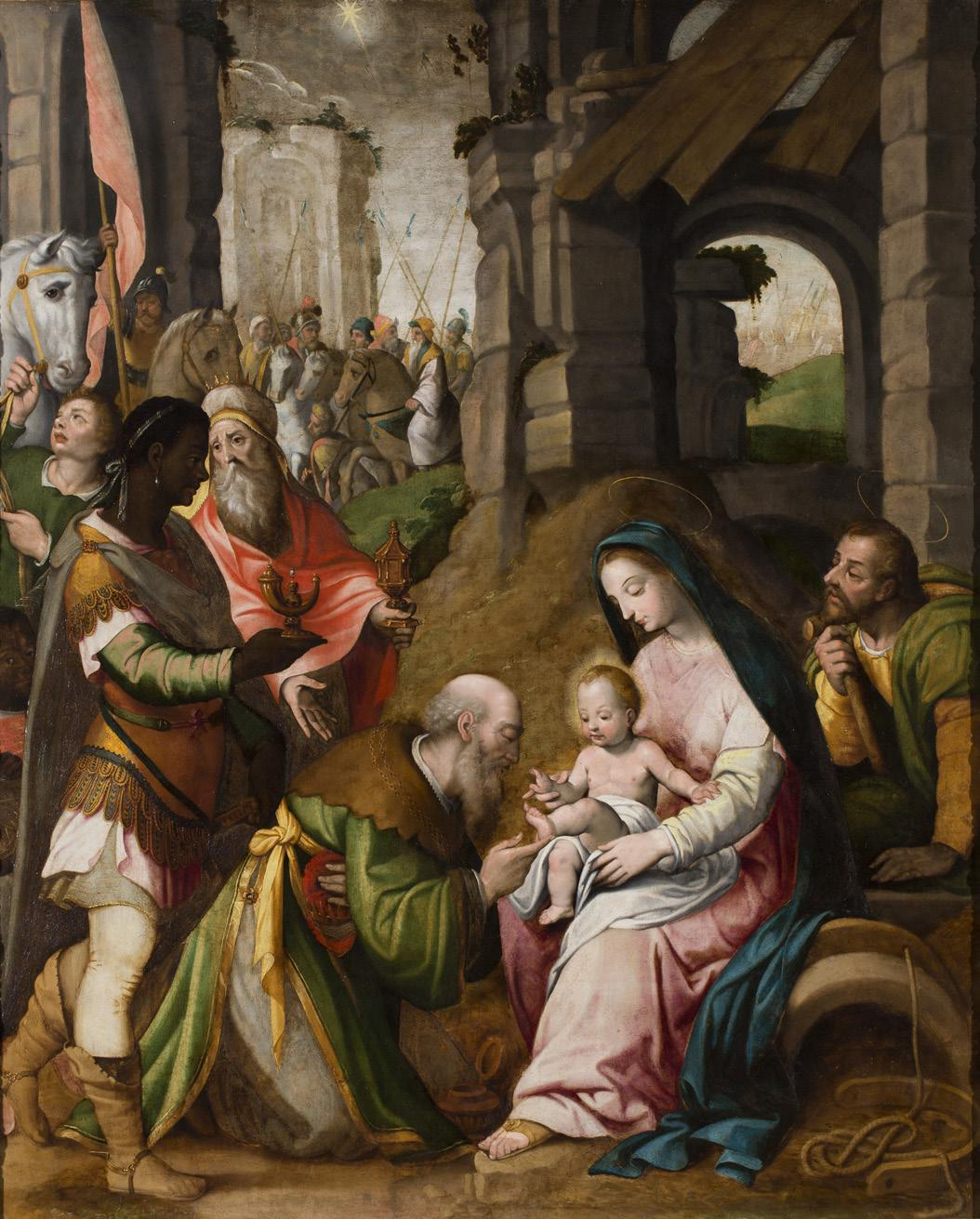
Adoración de los Magos, óleo sobre tabla, 144 x 118 cm, Museo de Zaragoza. Anterior atribución a Roland de Mois.

Hombre alegre y aficionado al laúd, compartió taller con Roland Mois en la calle de Santa Cruz de Zaragoza, al que pudieran haber asistido otros pintores discípulos o seguidores suyos como su cuñado Silvestre Estanmolín o Domingo del Camino. Se desconoce la fecha de su muerte repentina, pero en 1578 su viuda, Catalina Estanmolín, con la que había tenido tres hijas, hacía ya capitulaciones matrimoniales para contraer segundas nupcias.